# Réservoir du Narva
Le Réservoir du Narva (en estonien : Narva veehoidla, russe : На́рвское водохрани́лище) est un réservoir situé sur le fleuve Narva et partagé par l'Estonie et la Russie,.

## Description
Les principaux émissaires du réservoir sont: Narva, Plioussa, Pjata jõgi, Mustajõgi et Kulgu jõgi. 
Quand l'eau a une hauteur normale de 25 m, le réservoir a une superficie totale de 191 km2 dont 40 km2 dans le Comté de Viru-Est en Estonie et 151 km2 dans l'oblast de Léningrad en Russie.
Le volume est de 0,365 km3 soit 365 millions de m3 .
Le réservoir a été formé par un barrage d'une longueur de 206 mètres fermant le lit de la rivière Narva (hauteur maximale de 25 mètres) et des ouvrages de retenue d'eau de la centrale hydroélectrique du Narva (et), d'une longueur totale de 1647 m, un volume de 575 500 m³ de remblai, situé dans la partie sud d'Ivangorod.
La construction et le remplissage du réservoir ont été réalisés dans les années 1950-1955.
Le complexe hydroélectrique comprend la construction de la centrale hydroélectrique de Narva d'une capacité de 125 MW.

## Galerie

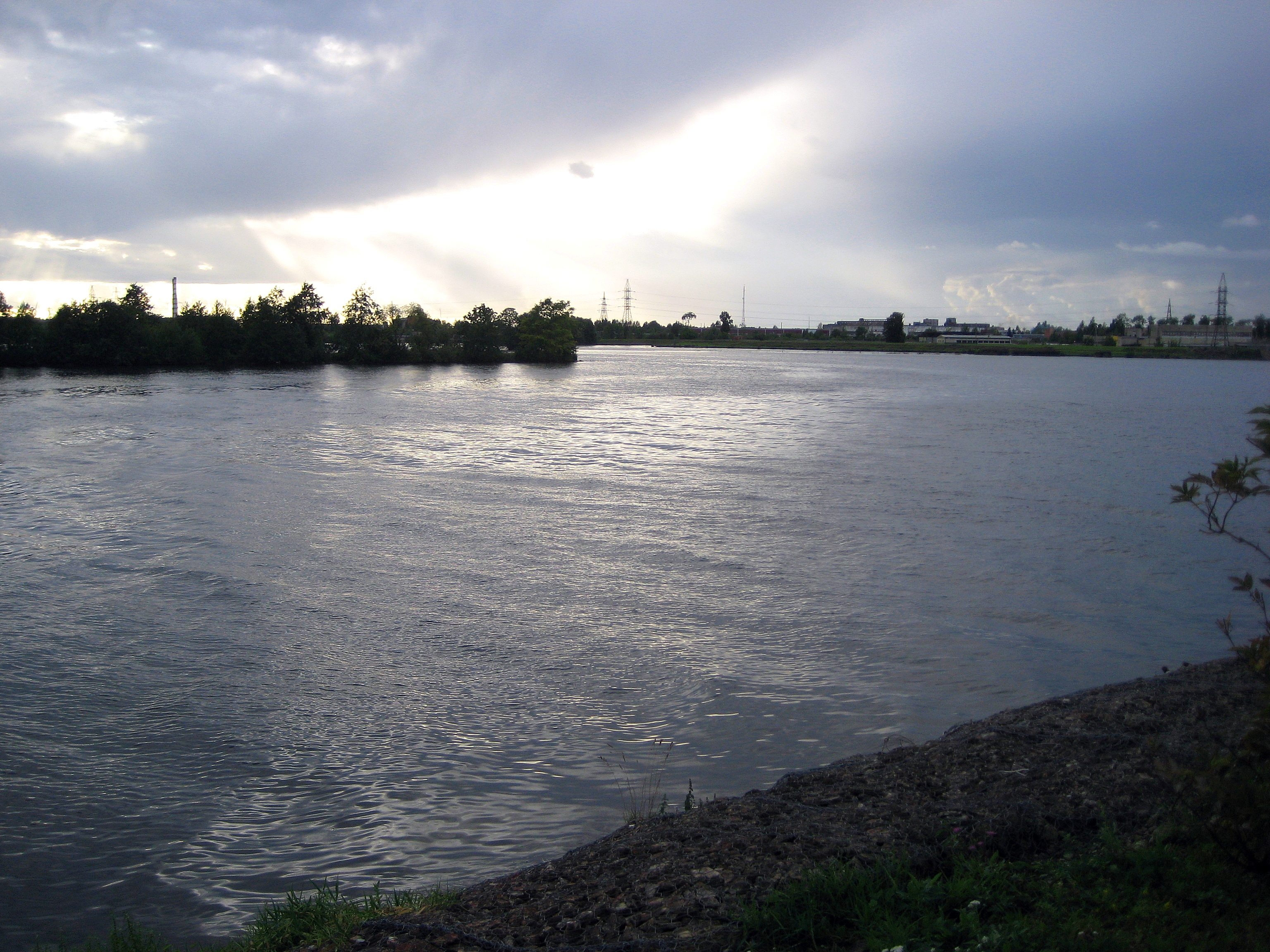
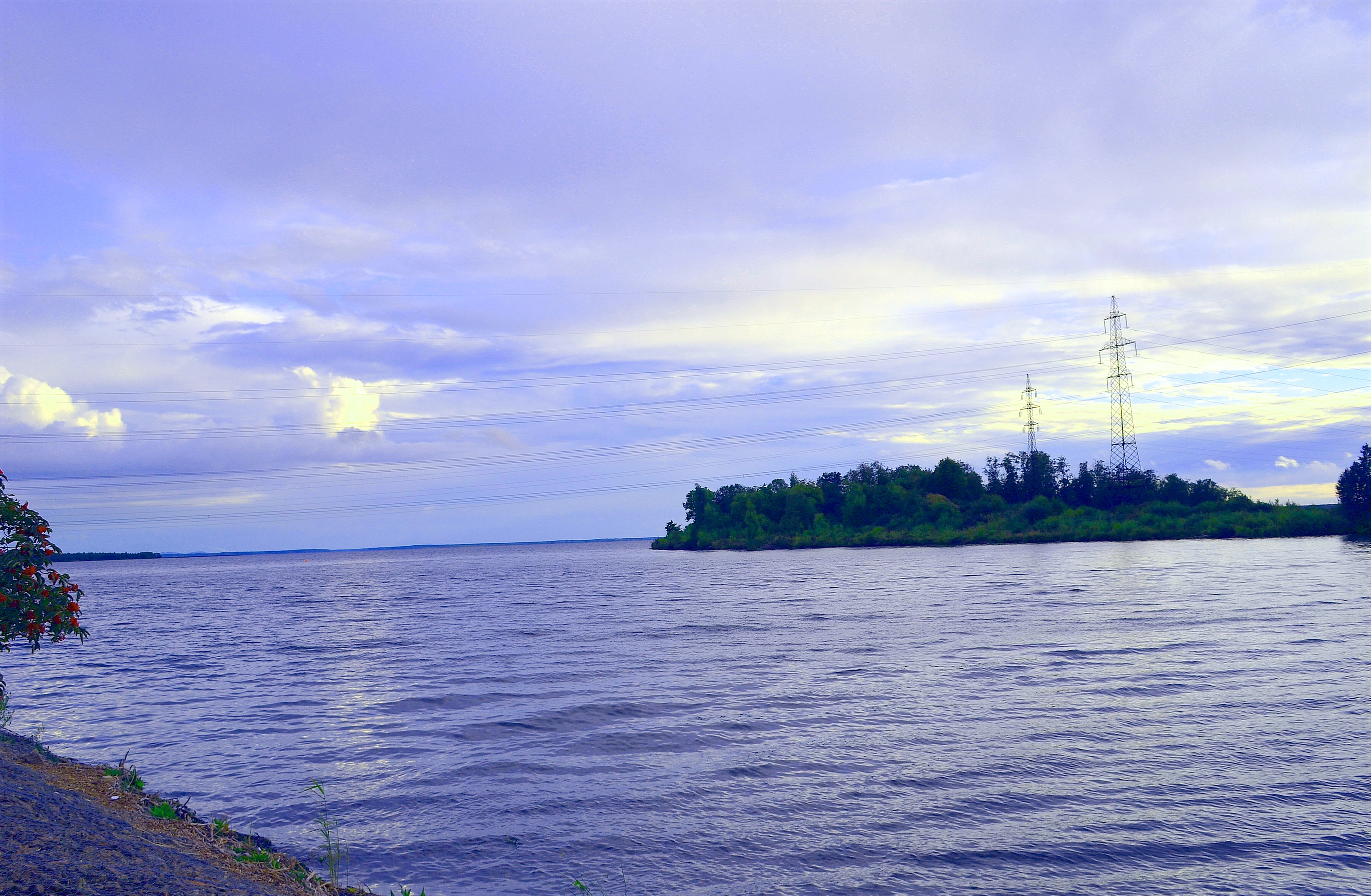
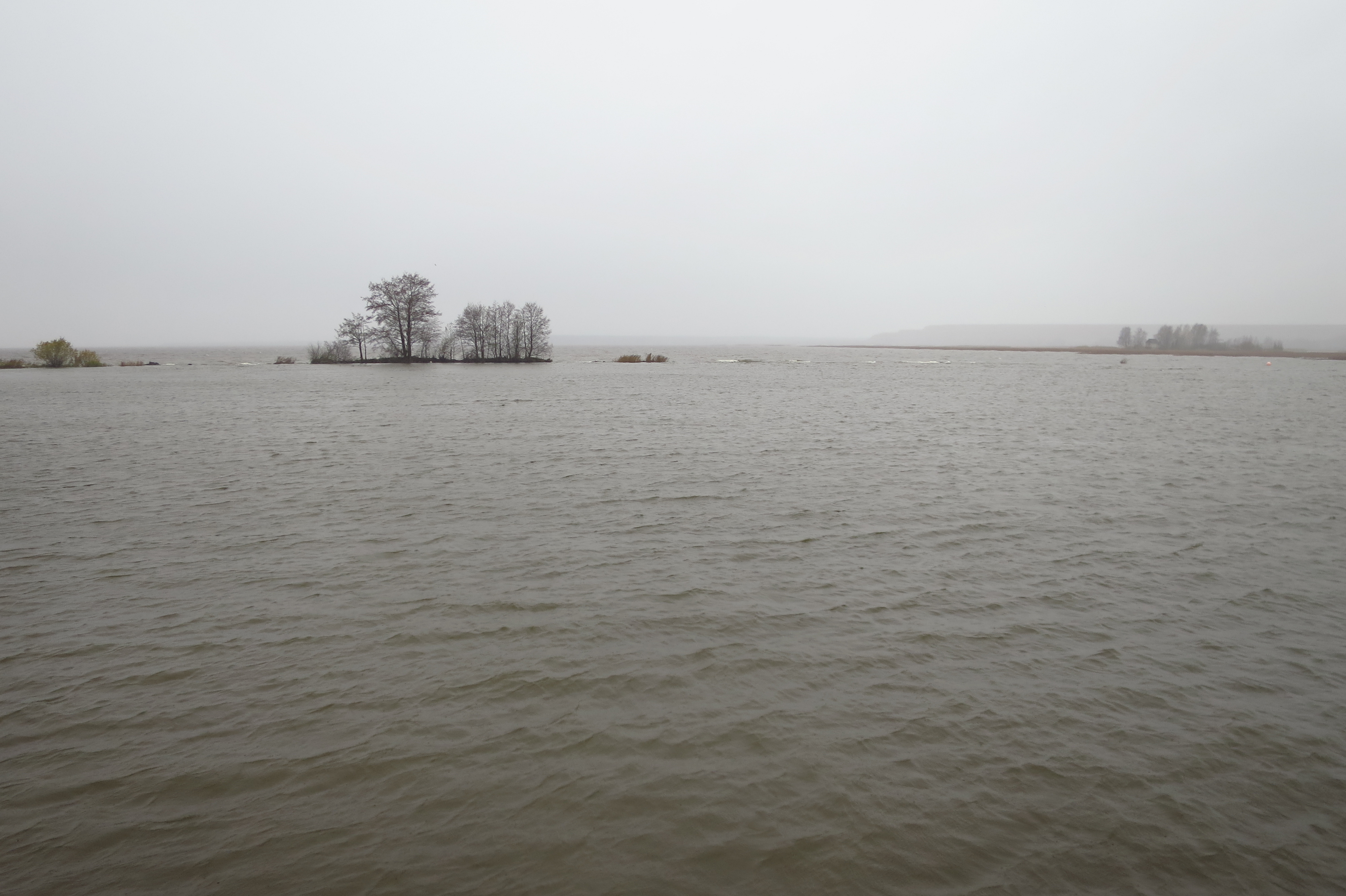